# Paectes maricia
Paectes maricia is een vlinder uit de familie van de Euteliidae. De wetenschappelijke naam van de soort is voor het eerst geldig gepubliceerd in 1938 door Schaus.